# カタンドゥーヴァ
カタンドゥーヴァ (Catanduva) は、ブラジルのサンパウロ州にある基礎自治体。

## 歴史
カタンドゥーヴァの建設はアララクアラなど近隣の町と共に19世紀半ばに始まった。20世紀の初めにはセラディーニョという名前で知られていた。
1909年12月16日、村はビラ・アドフォルフォという名前で地区に昇格し、1918年4月14日にカタンドゥーヴァの名前で自治体が設立された。
「カタンドゥーヴァ」とは、トゥピ語で「荒れた草地」を意味する。

## スポーツ
サッカークラブのグレミオ・カタンドゥヴェンセ・ジ・フチボウが本拠地を置いている。

## 出身者
- ヴェスレイ・ロペス・ベルトラーメ - サッカー選手
- アラン・パトリキ・ロレンソ - サッカー選手
- アレックス・サンドロ・ロボ・シウバ - サッカー選手
- マルキーニョス・シプリアーノ - サッカー選手